# Capetinga
Capetinga är en kommun i Brasilien.   Den ligger i delstaten Minas Gerais, i den sydöstra delen av landet, 500 km söder om huvudstaden Brasília. Antalet invånare är 7 089.
Omgivningarna runt Capetinga är huvudsakligen savann. Runt Capetinga är det ganska glesbefolkat, med 31 invånare per kvadratkilometer.